# 伊德里斯·瓦西格
阿布·乌拉·瓦西格·伊德里斯（阿拉伯语：‎；？—1269年），又名阿布·达布斯，穆瓦希德王朝末代哈里发，1266年至1269年统治马拉喀什。
伊德里斯在1266年在马林王朝的支持下推翻阿布·哈夫斯·奥马尔·穆尔塔达而自立为哈里发。随后马林王朝联系特莱姆森的扎扬王朝一同进攻马拉喀什，最终在1269年攻破该城。伊德里斯被一位奴隶杀死，他也是穆瓦希德王朝的最后一个哈里发。